# Cornelis Outshoorn
Cornelis Outshoorn (Nieuwveen, 16 augustus 1810 - Amsterdam, 23 april 1875) was een Nederlandse ingenieur en architect.

## Leven en  werk
Outshoorn bouwde als ingenieur, in dienst van Hollandse IJzeren Spoorweg Maatschappij, in de eerste plaats bruggen en stations. Als zelfstandig architect, gevestigd in Amsterdam, ontwierp hij later verschillende toonaangevende gebouwen in Amsterdam, zoals  het Paleis voor Volksvlijt (1864) en het Amstel Hotel (1867).
Outshoorn trouwde op 23 december 1840 te Amsterdam met Johanna Christina Beelenkamp. Hij overleed in april 1875 op 64-jarige leeftijd in zijn woonplaats Amsterdam. Hij ligt begraven op de Begraafplaats Kleverlaan in Haarlem. Het grafmonument uit 1876, met een medaillon van Eugène Lacomblé, is sinds 1999 beschermd als rijksmonument.
Outshoorn was ridder in de Orde van de Nederlandse Leeuw.

## Bouwwerken
De volgende gebouwen zijn door Outshoorn ontworpen:
- Station Amsterdam Willemspoort (1843)
- Koninklijk Postkantoor (1854; gesloopt in 1897) op de Nieuwezijds Voorburgwal in Amsterdam, vervangen door een nieuw postkantoor, nu Magna Plaza
- Gebouw Fodor, Keizersgracht 609 (1861) in Amsterdam, waarin nu Fotografiemuseum Foam is gevestigd
- Paleis voor Volksvlijt (1859-1864; door brand verwoest in 1929) in Amsterdam[5]
- Amstel Hotel (1867) in Amsterdam
- Hotel Groot Berg en Dal (1869; gesloopt in 1971) in Berg en Dal
- Hotel d'Orange (1874; gesloopt in 1954) aan de boulevard in Scheveningen
- Sociëteit De Witte (1870) in Den Haag
- Arnhemse Heerensociëteit (1873) in Arnhem, waarin nu Museum Arnhem is gevestigd.

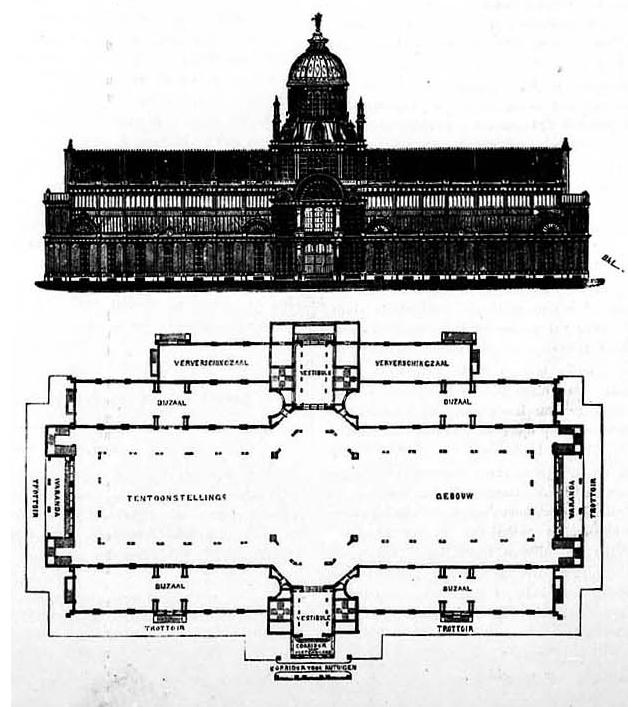
Paleis voor Volksvlijt, Frederiksplein, Amsterdam, gevel en plattegrond. 1856-1864
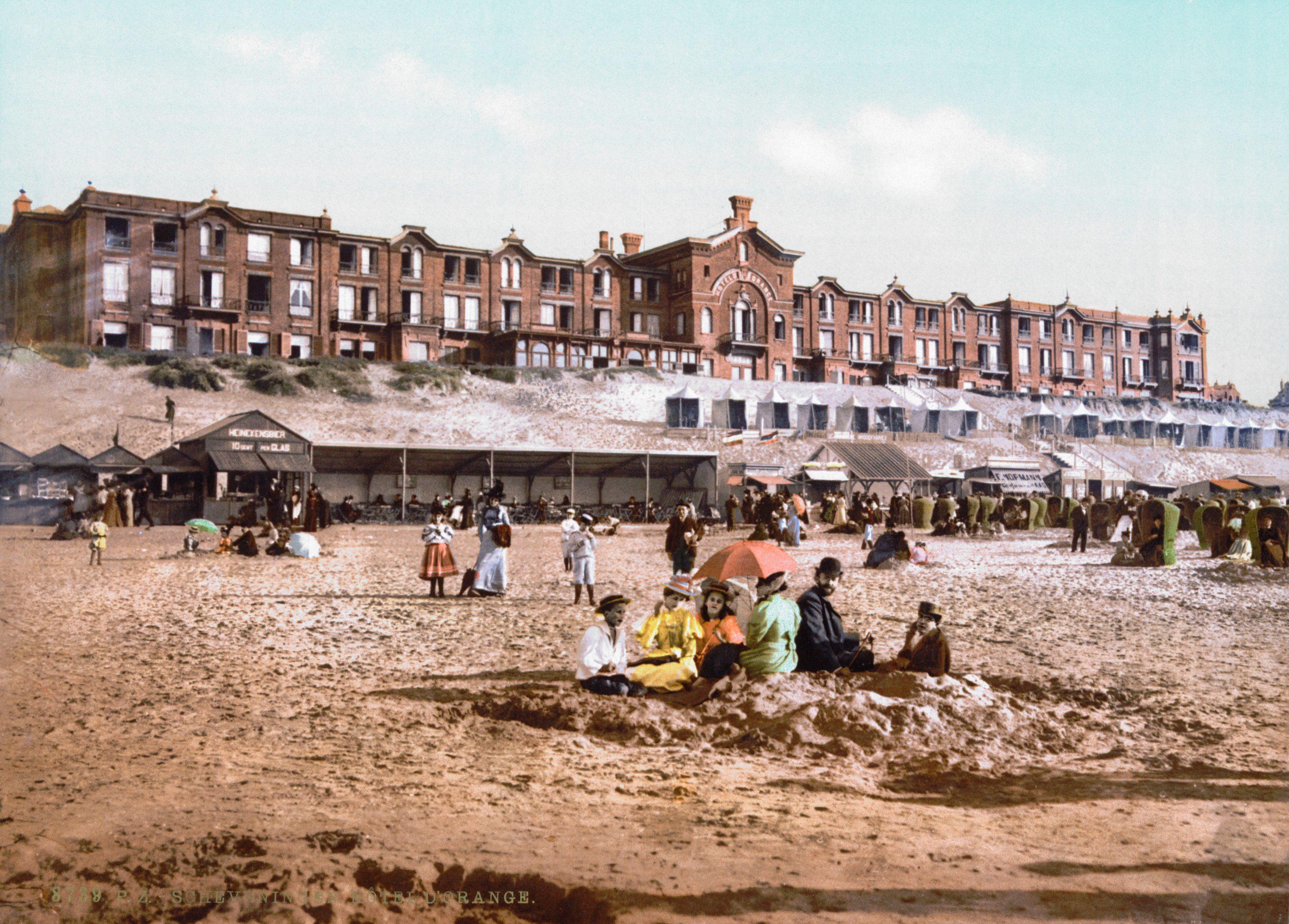
Hotel d'Orange, Scheveningen, eind 19e eeuw
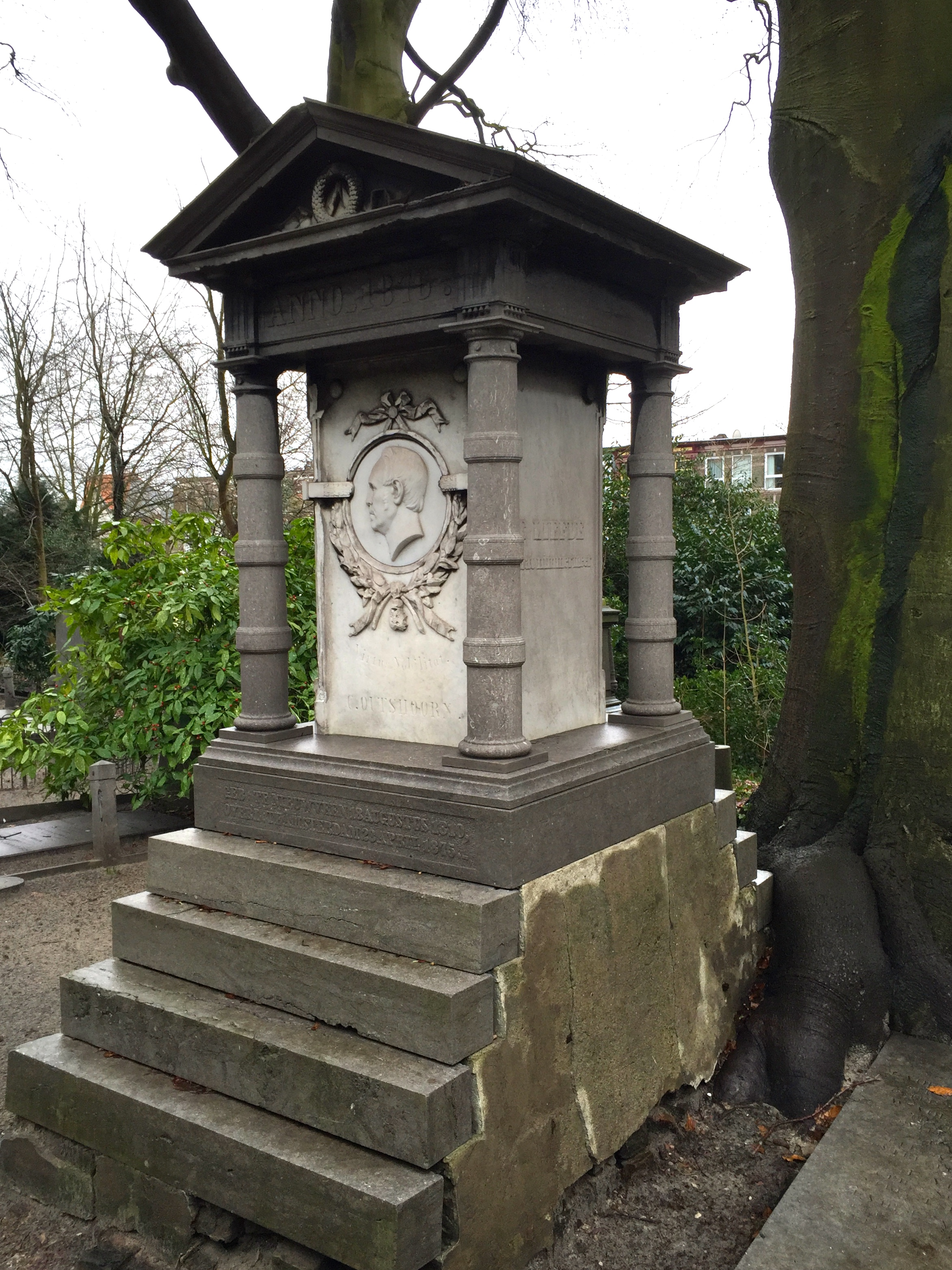
Graf op Begraafplaats Kleverlaan